# Maunga Kākaramea
Der Maunga Kākaramea, auf Karten auch als Rainbow Mountain und in der Literatur in zusammenhängender Schreibweise als Maungakakaramea bezeichnet, ist ein erloschener Vulkan in der Region Bay of Plenty auf der Nordinsel von Neuseeland. Eine alte Bezeichnung für den Gipfel des Berges in der Sprache der Māori ist Te Tihi o Ruru.

## Geographie
Das Gebiet des erloschenen Vulkans befindet sich südöstlich des Kreuzungsbereichs, wo der New Zealand State Highway 38 vom New Zealand State Highway 5 abzweigt und seinen Anfang hat. Der Lake Okaro ist in Sichtweite rund 2 km nordnordöstlich zu finden und der Lake Rotomahana, als der wesentlich größere See, rund 5,3 km nordöstlich. Rotorua, als die nächstgrößere Stadt, liegt rund 22 km in nordnordwestlicher Richtung.

## Geologie
Der Maunga Kākaramea gehört mit seinen beiden Schloten noch zum Gebiet der Taupō Volcanic Zone und wird auf ca. 180.000 bis nicht älter als 190.000 Jahre geschätzt. Die aus Dazit bestehende Schlote mit Explosionskratern sind durch explosive hydrothermale Aktivitäten entstanden.

## Maunga Kākaramea Scenic Reserve
Der Name des 431,9909 Hektar großen Scenic Reserve wurde am 29. September 2021 per öffentliche Bekanntmachung von Rainbow Mountain Scenic Reserve nach Maunga Kākaramea Scenic Reserve geändert. Auf vielen Karten ist aber noch die alte Bezeichnung zu finden.

## Wanderwege
Der Gipfel des Maunga Kākaramea kann über den 2,5 km langen Maunga Kākaramea Summit Track innerhalb von rund 1 Stunde und 30 Minuten erwandert werden. Auch das Mountain Bike fahren ist auf der Strecke erlaubt und wird in Neuseeland mit dem Schwierigkeitsgrad 4 (Advanced) gekennzeichnet.